# Joyce Aguiar
Joyce Yara Silva Aguiar foi eleita Miss São Paulo 2001 representando a cidade de Votuporanga.
No Miss Brasil 2001, realizado na cidade do Rio de Janeiro, representou o Estado de São Paulo e terminou em terceiro lugar. Nesse mesmo ano, venceu o concurso de Miss Brasil Mundo. É uma das poucas negras que ostentaram esse título.
Na África do Sul, disputou o concurso de Miss Mundo, mas não foi classificada. Pelo segundo ano seguido o Brasil ficou de fora das semifinais. A edição 2001 foi vencida por outra negra, a nigeriana Agbani Darego, que foi uma das semifinalistas do Miss Universo desse mesmo ano.
Atualmente Joyce continua sua carreira de modelo pelo Brasil.